# After Dark (wideo)
After Dark – kaseta VHS/płyta DVD zespołu Type O Negative zawierająca fragmenty koncertów zespołu, ujęcia zza sceny, teledyski, wywiady z zespołem i poszczególnymi muzykami. Przedstawione jest także nagranie z "wojny na jedzenie", do jakiej doszło między zespołami Type O Negative a zespołem Pantera w czasie koncertu drugiego zespołu.

## Lista utworów
Piosenki i teksty napisał Peter Steele, o ile nie zaznaczono inaczej.
1. "Black No.1 (Little Miss Scare-All)"
2. "Christian Woman"
3. "My Girlfriend's Girlfriend"
4. "Love You to Death"
5. "Cinnamon Girl" (Neil Young)
  - cover Neila Younga
6. "Christian Woman"
  - "Naildriver version"
7. "Everything Dies"
  - Bonus video

## Twórcy
- Peter Steele – śpiew, gitara basowa
- Josh Silver – instrumenty klawiszowe, efekty i programowanie, śpiew
- Kenny Hickey – gitara, śpiew
- Sal Abruscato – perkusja - utwory 3-6 i 8
- Johnny Kelly – perkusja, śpiew - utwory 1, 2 i 7